# Angitia attina
Angitia attina är en fjärilsart som beskrevs av Druce 1898. Angitia attina ingår i släktet Angitia och familjen nattflyn. Inga underarter finns listade i Catalogue of Life.